# František III. Nádasdy
František III. Nádasdy (14. ledna 1622, Čachtice – 30. dubna 1671, Vídeň) byl uherský šlechtic z rodu Nádasdyů. Byl jedním z nejbohatších pozemkových vlastníků v Uherském království, župan Vašské stolice, královský hofmistr, krajský soudce a tajný rádce.

## Život
Narodil se v protestantské rodině. Byl vnukem Alžběty Báthory. Pastoři v něm vypěstovali zájem o vzdělání, zajímal se především o uherské dějiny a teologii. Krátce studoval v Sieně.
Vlastnil rozsáhlé majetky a jeho příjmy v té době dosahovaly až 200 000 zlatých. Když mu bylo 11 let, roku 1633 se po smrti svého otce stal hlavním županem Vašské stolice. Roku 1643 konvertoval ke katolické víře. Roku 1645 se stal královským rádcem, roku 1646 hlavním dvorním správcem a roku 1664 krajským soudcem, hlavním županem v Zale a Šomodě. Získal také funkci tajného rádce.
Dne 6. února 1644 se oženil s Annou Julianou Esterházyovou, dcerou hraběte Mikuláše Esterházyho a jeho manželky Kristiny Nyáryové. Spolu měli 12 dětí:
- František III. Nádasdy (Manž.: Rozálie Rebeka ze Schrattenbachu)
- Mikuláš Nádasdy
- Pavel Antonín Nádasdy (Manž.: Marie Anna von Gilleis)
- Štěpán Nádasdy (Manž.: Marie Tököli)
- Ladislav Nádasdy (biskup)
- Michal Nádasdy
- Tomáš Nádasdy (Manž.: Kristýna Draškovićová)
- Alžběta Kristína Nádasdy (Manž.: Mikuláš Drašković)
- Marie Terezie Nádasdyová (Manž.: Jan Antonín Pálffy)
- Marie Magdaléna Nádasdyová (Manž.: Jan Draškovič)
- Uršula Nádasdyová
- Juliana Nádasdyová

V té době Osmané stále rozšiřovali svou moc ve slovenské části Uherského království, probíhaly permanentní válečná střetnutí, kterých se František II. Nádasdy opakovaně účastnil. Bojoval také ve slavné bitvě u Mogersdorfu a Szentgotthárdu, kde byli Osmané poprvé poraženi.
Byl jedním z organizátorů spiknutí vedeného Františkem Vešelénim. Celé spiknutí namířené proti Habsburkům však bylo předčasně prozrazeno a Nádasdy byl odsouzen k smrti stětím. S ním zemřeli také další organizátoři Petr Zrinský a František Kryštof Frankopan. Tělo popravného bylo převezeno do augustiniánského kláštera, který založil jeho rod, a byl pochován v rodinné kryptě. Všechen jeho majetek propadl ve prospěch císaře Leopolda I.